# Tăbărăști
Tăbărăști – wieś w Rumunii, w okręgu Buzău, w gminie Gălbinași. W 2011 roku liczyła 1935 mieszkańców.